# Contea di Johnson (Tennessee)
La contea di Johnson in inglese Johnson County è una contea dello Stato del Tennessee, negli Stati Uniti. La popolazione al censimento del 2000 era di 17 499 abitanti. Il capoluogo di contea è Mountain City.